# Jan Tiele
Jan Cornelis (Jan) Tiele (Utrecht, 9 juli 1884 - Arnhem, 31 januari 1956) was een Nederlandse schilder met een impressionistische stijl. Hij schilderde stillevens, stadsgezichten en portretten. Naast schilder was hij ook tekenaar, etser en lithograaf.

## Leven en werk
Tiele werd in 1884 in Utrecht geboren als zoon van de bibliothecaris Pieter Anton Tiele (1834-1889) en van Agatha Catharina ter Meulen (1846-1907). Hij werd opgeleid aan de Rijksakademie van Beeldende Kunsten te Amsterdam. Hij kreeg les van onder anderen zijn oom François Pieter ter Meulen en Nicolaas van der Waay. Tiele maakte reizen naar Marokko en Zuid-Europa. Tiele was lid van Arti et Amicitiae en St. Lucas in Amsterdam en van Pulchri Studio in Den Haag.
Tiele exposeerde onder meer in kunstzaal Pictura, kunstzaal Bennewitz, Huize Koninginnegracht 77 en Pulchri Studio in Den Haag, in het Frans Halsmuseum in Haarlem en in Artibus Sacrum te Arnhem. In 1927 schonk de Vereeniging voor Moderne Kunst  een stilleven van Tiele aan het Haags Gemeentemuseum.
Tiele trouwde op 27 januari 1927 in Amsterdam met Tjitske Elisabeth Modderman, dochter van de boekdrukker Berend Modderman en van Sjoukje van der Leij. Hij overleed in januari 1956 op 71-jarige leeftijd  in zijn woonplaats Arnhem.